# Bitva u Vitorie
Bitva u Vitorie byla významnou bitvou napoleonských válek. Odehrála se 21. června 1813.

## Pozadí
V červenci 1812 po bitvě u Salamanky musely francouzské jednotky vyklidit Madrid, který Arthur Wellesley, vévoda z Wellingtonu následně 12. srpna obsadil. Poté oblehl i Burgos. Burgos se však ubránil a 21. srpna se dal Wellington na ústup. Vyklidil i Madrid a zastavil se až v Ciudad de Rodrigo, nedaleko portugalské hranice.
Zimu Wellington strávil reorganizací armády. V roce 1813 se vydal s armádou čítající 121 000 mužů severním Španělskem a obešel maršála Jourdana, který raději ustoupil na Burgos. Dne 21. června 1813 se obě armády střetly u Vitorie.

## Bitva
Wellington zaútočil 21. června 1813 na francouzské jednotky ve čtyřech formacích. Po těžkém boji 3. divize generála Pictona prolomila francouzský střed a tím došlo k zhroucení francouzské obrany. Josef Bonaparte musel utéct.
Po Francouzích zde zůstalo mnoho kořisti, například 151 děl a odhadem 1 milion liber. To vedlo k britskému drancování, než byl zase obnoven pořádek.

## Následky
Bitva znamenala zhroucení francouzské vlády ve Španělsku a tím šlo o rozhodující bitvu Španělské války za nezávislost.